# 花輪站
- 關於秋田縣鹿角市車站，請見「鹿角花輪站」。
- 關於曾經同名的千葉縣車站，請見「船橋競馬場站」。

花輪站（日语：／ Hanawa eki */?）是位於群馬縣綠市東町花輪99番地，渡良瀨溪谷鐵道的渡良瀨溪谷線車站。車站編號為WK09。

## 歷史
- 1912年（大正元年）12月31日 - 足尾鐵道車站啟用[2]。
- 1918年（大正7年）6月1日 - 足尾鐵道國有化，同日升級至車站，成為國有鐵道足尾線車站。
- 1987年（昭和62年）4月1日 - 伴隨國鐵分割民營化，車站由東日本旅客鐵道（JR東日本）營運[3]。
- 1989年（平成元年）3月29日 - 足尾線由渡良瀨溪谷鐵道接管，成為渡良瀨溪谷線車站。

## 車站構造
此站是地面車站，設有1面1線的單式月台。在國鐵時代曾設有1面2線的島式月台，後來由於合理化便撒走一面月台。由於車站附近地方為「龜兔賽跑」童謠發祥地，因此列車進站和到達時會播放該童謠。在渡良瀨溪谷線車站中播放音樂的車站只有此站和JR桐生站。在月台上設有兔子和龜的石像。

## 使用狀況
此站位於東町中心花輪地區，站前設有前足尾銅山的銅街道宿場町，該處設有商店和住宅，因此有許多當地居民使用此站。
| 1日上下車人次變化 | 1日上下車人次變化 |
| 年度              | 1日平均人次       |
| ----------------- | ----------------- |
| 2011年            | 89                |
| 2012年            | 95                |
| 2013年            | 86                |
| 2014年            | 86                |
| 2015年            | 85                |

## 車站周邊
- 綠市政廳東廳舍（舊・東村（日语：東村 (群馬県勢多郡)）公所）
- 花輪郵局
- 祥禪寺
- 丸美屋自動販賣機處
- 國道122號

## 巴士路線
| 乘車處 | 系統   | 主要途經     | 目的地 | 巴士公司       | 備註   |
| ------ | ------ | ------------ | ------ | -------------- | ------ |
|        | 花輪線 | 大曲、小中橋 | 神戶站 | 赤城觀光自動車 | 1日1班 |

## 相鄰車站
渡良瀨溪谷鐵道
■渡良瀨溪谷線
水沼（WK08）－花輪（WK09）－中野（WK10）

## 注腳
1. 1 2  國土數値情報(不同車站上下車數據)  （页面存档备份，存于）（日語） - 國土交通省，2018年3月20日參閲
2. ↑  「私設鉄道運輸開始」『官報』1913年1月14日（國立國會圖書館數碼化收藏）
3. ↑  『交通年鑑 昭和63年版』 交通協力會，1988年3月。

## 外部連結
- 渡良瀨溪谷鐵道｜花輪站 （页面存档备份，存于）（日語）